# Shaun Derry
Shaun Derry (Nottingham, 6 de diciembre de 1977) es un exfutbolista y entrenador inglés que jugaba como centrocampista. Actualmente es asistente técnico de Gary O'Neil en el Wolverhampton Wanderers Football Club.

## Clubes

### Como jugador
| Club                             | País       | Año       |
| -------------------------------- | ---------- | --------- |
| Notts County F. C.               | Inglaterra | 1995-1998 |
| Sheffield United F. C.           | Inglaterra | 1998-2000 |
| Portsmouth F. C.                 | Inglaterra | 2000-2002 |
| Crystal Palace F. C.             | Inglaterra | 2002-2005 |
| Nottingham Forest F. C. (cedido) | Inglaterra | 2004-2005 |
| Leeds United F. C.               | Inglaterra | 2005-2008 |
| Crystal Palace F. C. (cedido)    | Inglaterra | 2007-2008 |
| Crystal Palace F. C.             | Inglaterra | 2008-2010 |
| Queens Park Rangers F. C.        | Inglaterra | 2010-2013 |
| Millwall F. C. (cedido)          | Inglaterra | 2013      |

### Como entrenador
| Club                   | País       | Año       |
| ---------------------- | ---------- | --------- |
| Notts County F. C.     | Inglaterra | 2013-2015 |
| Cambridge United F. C. | Inglaterra | 2015-2018 |

## Palmarés

### Títulos nacionales
| Título                       | Club                | País       | Año  |
| ---------------------------- | ------------------- | ---------- | ---- |
| Football League Championship | Queens Park Rangers | Inglaterra | 2011 |